# Experimento de Miller y Urey

Esquema del experimento de Miller.

El experimento de Miller  y Urey representa el inicio de la abiogénesis experimental y la primera comprobación de que se pueden formar moléculas orgánicas a partir de sustancias inorgánicas en condiciones ambientales simples adecuadas. Fue llevado a cabo en 1953 por Stanley Miller y Harold Clayton Urey en  la Universidad de Chicago. El experimento fue clave para apoyar a 
la teoría de la sopa primordial en el origen de la vida de Aleksandr Oparin y John Burdon Sanderson Haldane.
Según este experimento, la síntesis de compuestos orgánicos, como los aminoácidos, debió ser fácil en la Tierra primitiva. Otros investigadores –siguiendo este procedimiento y variando el tipo y las cantidades de las sustancias que reaccionan han producido algunos componentes simples de los ácidos nucleicos y hasta ATP[cita requerida]. Esta experiencia abrió una nueva rama de la biología, la exobiología. Desde entonces, los nuevos conocimientos sobre el ADN y el ARN, condiciones prebióticas en otros planetas y el anuncio de posibles fósiles bacterianos encontrados en meteoritos provenientes de Marte (como el ALH 84001), han renovado la cuestión del origen de la vida.

## El experimento

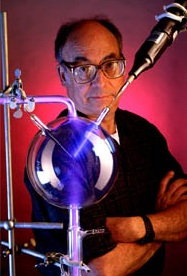
Stanley Miller en 1999 posando junto al dispositivo original de su experimento.

En el experimento se usó agua (H2O), metano (CH4), amoniaco  (NH3)  e hidrógeno (H2). Estas sustancias químicas fueron introducidas  dentro de un conjunto sellado estéril de tubos y recipientes de cristal conectados entre sí en circuito cerrado. Uno de los recipientes estaba lleno de agua, con amoniaco, metano e hidrógeno y otro contenía un par de electrodos. Se calentó el agua para que se evaporase, y en otro recipiente los electrodos emitían descargas eléctricas, que eran atravesados por el vapor de agua y los gases provenientes del matraz de evaporación, y que simulaban la atmósfera de la Tierra primitiva. Después, los gases se enfriaban de modo que los gases se condensaran y las gotas volvían al primer recipiente, que se volvía a calentar en un ciclo continuo, creando de esta manera diferentes compuestos orgánicos. El ciclo se interrumpió después de una semana y la solución se analizó mediante cromatografía en papel.
Aleksandr Oparin sabía que la Tierra carecía de oxígeno antes de la vida. La evidencia está en que cuando se extraen rocas con hierro de esa época primitiva, el hierro no está en forma de óxido sino en su forma metálica.
Antes de que apareciera la vida en la Tierra, había moléculas simples e inorgánicas como el agua, el metano o el amoniaco. Pero debido a los factores que se daban en la Tierra en ese momento (rayos, impactos constantes de meteoritos, erupciones volcánicas, etc.) las sustancias inorgánicas se combinaron dando lugar a aminoácidos tales como la glicina, la alfa alanina, beta alanina mientras que las manchas en el cromatograma de ácido aspártico y ácido alfa aminobutírico eran más difusas. Las moléculas inorgánicas preexistentes se transformaron en orgánicas cuando hubo un aporte de energía. Las sustancias complejas se agruparon en gotas llamadas coacervados que se acumularon en los mares primitivos hasta que dieron lugar a moléculas capaces de reproducirse. Este proceso ocurrió durante miles de millones de años. Una parte de estos primeros seres vivos, millones de años después, (véase Historia evolutiva de las plantas) fueron los que transformaron las grandes cantidades de dióxido de carbono en oxígeno al cabo de otros  millones de años.
Stanley Miller trató de probar esta teoría con un aparato sencillo mezclando vapor de agua, metano, amoniaco e hidrógeno. Se pensaba que estos gases eran los que existieron en la atmósfera terrestre en aquel entonces. Para simular el ambiente natural existente entonces utilizó calor,  descargas eléctricas naturales (aportes de energía) utilizó electrodos y radiaciones ultravioleta. Con este experimento simuló las condiciones prebióticas y con el aporte de energía de los electrodos logró la obtención de aminoácidos, urea, varios ácidos orgánicos, y otros componentes orgánicos, pero nunca logró la obtención de materia viva, solo algunos de sus componentes.

## La historia del experimento
En 1953 Stanley L. Miller, estudiante de la Universidad de California, le propuso a su director Harold Urey realizar un experimento para contrarrestar la hipótesis de Aleksandr Oparin y J. B. S. Haldane, según la cual en las condiciones de la Tierra primitiva se habían producido reacciones químicas que condujeron a la formación de compuestos orgánicos a partir de inorgánicos, que posteriormente originaron las primeras formas de vida. Urey pensaba que los resultados no serían concluyentes pero finalmente aceptó la propuesta de Miller; diseñaron un aparato en el que simularon algunas condiciones de la atmósfera de la Tierra primitiva.

## Descripción
El experimento consistió, básicamente, en someter una mezcla de metano, amoníaco, hidrógeno, dióxido de carbono, nitrógeno y agua a descargas eléctricas de 60.000 voltios, calor y luz ultravioleta. Como resultado, se observó la formación de una serie de moléculas orgánicas, entre la que destacan ácido acético, y los aminoácidos glicina, alanina, ácido glutámico y ácido aspártico, usados por las células como los pilares básicos para sintetizar sus proteínas.
En el aparato se introdujo la mezcla gaseosa, el agua se mantenía en ebullición y posteriormente se realizaba la condensación; las sustancias se mantenían a través del aparato mientras dos electrodos producían descargas eléctricas continuas en dos recipientes.
Después que la mezcla había circulado a través del aparato, por medio de una llave se extraían muestras para analizarlas. En éstas se encontraron, como se ha mencionado, varios aminoácidos, un carbohidrato y algunos otros compuestos orgánicos. El experimento ha sido repetido en múltiples ocasiones, obteniendo compuestos orgánicos diversos. Sin embargo, aún no se han obtenido proteínas.
En 2008, otros investigadores encontraron el aparato que Miller usó en sus tempranos experimentos y analizaron el material remanente usando técnicas modernas más sensibles. Los experimentos habían incluido la simulación de otros ambientes, no publicados en su momento, como gases liberados en erupciones volcánicas. El análisis posterior encontró 20 aminoácidos que son los componentes de las proteínas y 6 componentes de los ácidos nucleótidos que aparecen en el núcleo de las células y son sustancias elementales para formar la vida, logrando con esto aportar evidencias sólidas que apoyan el desarrollo evolutivo de la vida en la tierra.

## Química
La primera fase de las reacciones entre la mezcla de gases del experimento, origina cianuro de hidrógeno (HCN), formaldehído (CH2O) y otros compuestos activos intermedios como acetileno, cianoacetileno, etc:
CO2 → CO + O (oxígeno atómico)
CH4 + 2O → CH2O + H2O
CO + NH3 → HCN + H2O
CH4 + NH3 → HCN + 3H2 (proceso BMA)
El Formaldehído, Amoníaco y HCN pueden después experimentar una reacción llamada síntesis de Strecker para formar aminoácidos u otras biomoléculas:
CH2O + HCN + NH3 → NH2-CH2-CN + H2O
NH2-CH2-CN + 2H2O → NH3 + NH2-CH2-COOH (glicina)
Además, el agua y el formaldehído pueden responder debido a la reacción de Butlerov para producir varios azúcares como la ribosa.

## Impacto
Este experimento, junto a una considerable evidencia geológica, biológica y química, ayuda a sustentar la teoría de que la primera forma de vida se formó de manera espontánea mediante reacciones químicas. Sin embargo, todavía hay científicos que no están convencidos. El astrofísico británico Fred Hoyle –contrario a la teoría del Big Bang y defensor de un universo estacionario, en su momento– comparó la supuesta posibilidad de que la vida apareciera sobre la Tierra como resultante de reacciones químicas con la probabilidad «de que un tornado pasando sobre un montón de chatarra crease un Boeing 747 con los materiales encontrados allí». El consenso entre los biólogos es que la interpretación estadística de Hoyle es errada, y se refieren a este argumento como la falacia de Hoyle.